# Hallvar Thoresen
Hallvar Thoresen (Larvik, 12 aprile 1957) è un allenatore di calcio ed ex calciatore norvegese, di ruolo centrocampista.

## Biografia
È il figlio di Gunnar Thoresen, ex calciatore norvegese.

## Carriera

### Giocatore

#### Club
Thoresen iniziò la carriera con la maglia del Larvik Turn. A diciassette anni, però, si trasferì nei Paesi Bassi, diventando rapidamente un titolare del Twente. Fu poi acquistato dal PSV, dove formò nel corso degli anni ottanta un tandem dinamico assieme a Jurrie Koolhof.
Vinse tre campionati in squadra e fu anche capitano dal 1983 al 1986. Tornò poi in patria, per militare nel Frigg, nelle divisioni inferiori norvegesi. A causa di alcuni problemi fisici, però, dovette concludere anticipatamente la carriera.
Non giocò mai nella massima divisione norvegese.

#### Nazionale
Thoresen giocò 3 partite per la Norvegia under 21. Debuttò il 26 maggio 1977, nella sconfitta per 3-2 contro la Svezia under 21.
Vestì poi, in 50 circostanze, la maglia della Nazionale maggiore. Segnò anche 9 reti. Esordì il 21 maggio 1978, nel pareggio a reti inviolate contro l'Irlanda. La prima marcatura arrivò il 31 maggio dello stesso anno, nella sconfitta per 2-1 contro la Danimarca.

### Allenatore
Thoresen guidò il Frigg nel 1991. Nel 1992, allenò lo Strømsgodset. Dal 2001 al 2002, fu tecnico dello Skeid.

## Palmarès

### Giocatore

#### Club
- Coppa dei Paesi Bassi: 2

Twente: 1976-1977
PSV: 1987-1988
- Campionato olandese: 3

PSV: 1985-1986, 1986-1987, 1987-1988

#### Individuale
- Gullklokka

## Curiosità
- Ha recitato, insieme ad altri giocatori professionisti, al film del 1981, diretto da John Huston, Fuga per la vittoria (Escape to Victory).